# Tallåsen
Tallåsen är en tätort i Ljusdals distrikt (Ljusdals socken) i Ljusdals kommun, Gävleborgs län (Hälsingland), belägen cirka fem kilometer nordväst om Ljusdal. Tallåsen är en bostadsort. 

## Blandad info om orten
- Möbeltjänst,  en butik med möbler, inredning och belysning, ligger i Tallåsen.
- Tallåsens IF var ett fotbollslaget på orten.

## Befolkningsutveckling
| Befolkningsutvecklingen i Tallåsen 1950–2020 | Befolkningsutvecklingen i Tallåsen 1950–2020 | Befolkningsutvecklingen i Tallåsen 1950–2020 | Befolkningsutvecklingen i Tallåsen 1950–2020 | Befolkningsutvecklingen i Tallåsen 1950–2020 |
| -------------------------------------------- | -------------------------------------------- | -------------------------------------------- | -------------------------------------------- | -------------------------------------------- |
|                                              |                                              |                                              |                                              |                                              |
| År                                           |                                              |                                              | Folkmängd                                    | Areal (ha)                                   |
| 1950                                         | 1950                                         |                                              | 1 287                                        |                                              |
| 1960                                         | 1960                                         |                                              | 811                                          |                                              |
| 1965                                         | 1965                                         |                                              | 714                                          |                                              |
| 1970                                         | 1970                                         |                                              | 600                                          |                                              |
| 1975                                         | 1975                                         |                                              | 550                                          |                                              |
| 1980                                         | 1980                                         |                                              | 591                                          |                                              |
| 1990                                         | 1990                                         |                                              | 638                                          | 138                                          |
| 1995                                         | 1995                                         |                                              | 628                                          | 142                                          |
| 2000                                         | 2000                                         |                                              | 621                                          | 143                                          |
| 2005                                         | 2005                                         |                                              | 608                                          | 143                                          |
| 2010                                         | 2010                                         |                                              | 586                                          | 142                                          |
| 2015                                         | 2015                                         |                                              | 586                                          | 160                                          |
| 2020                                         | 2020                                         |                                              | 583                                          | 159                                          |
|                                              |                                              |                                              |                                              |                                              |

## Bildgalleri

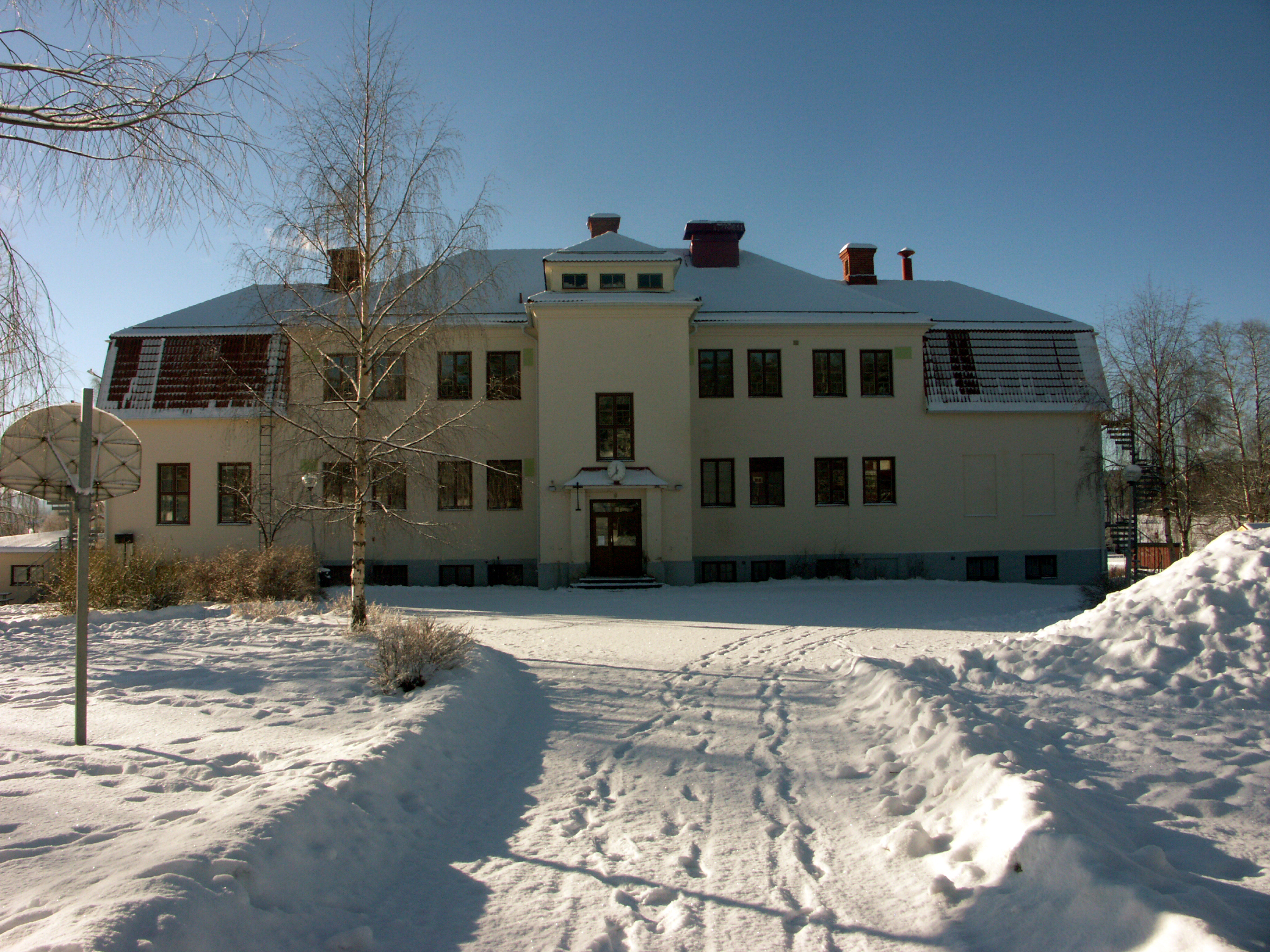
Tallåsens skola
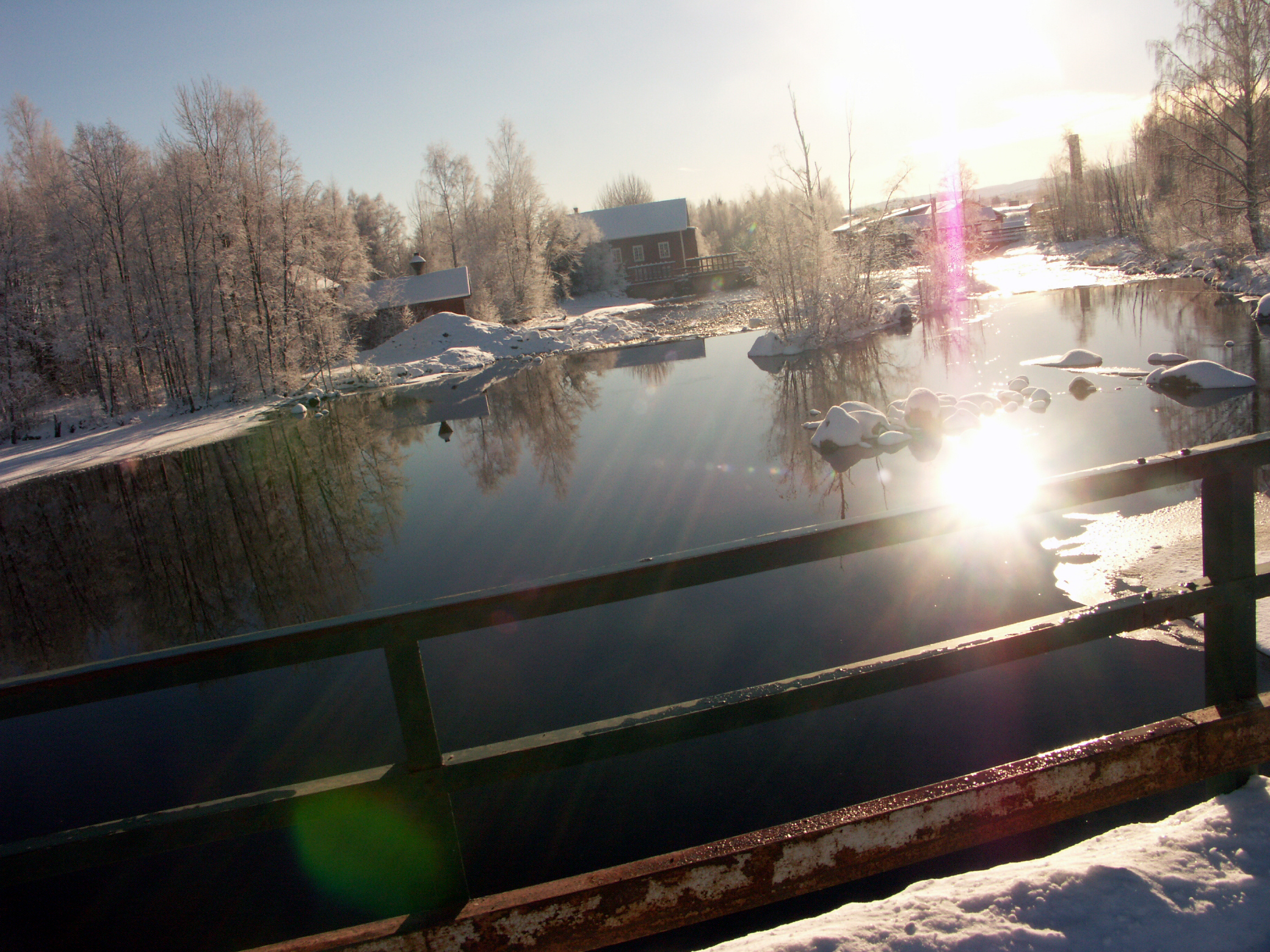
Kvarnen och Kvarndammen
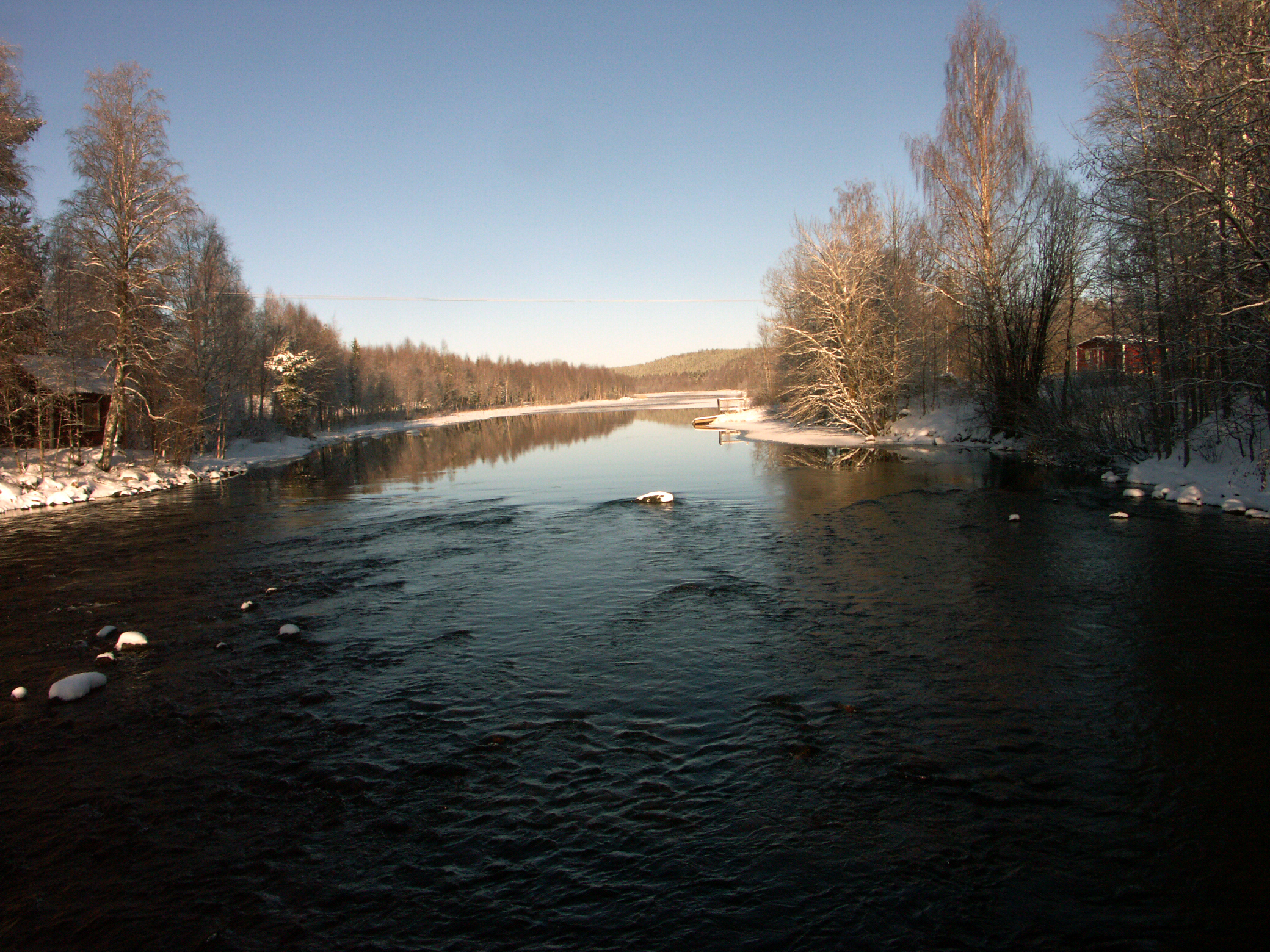
Sillerboån.